# 武富邦鼎
武富 邦鼎（たけとみ くにかね、1852年12月19日（嘉永5年11月9日） - 1931年（昭和6年）11月17日）は、日本の海軍軍人。海軍中将正四位勲二等功三級。旧名、福地玄六。

## 略歴
佐賀藩士・武富栄之允の三男。1872年（明治5年）に海軍砲術生徒となる。1877年（明治10年）2月、海軍少尉補に任官し水路局出勤。1879年（明治12年）11月、海軍少尉に昇進。以後、参謀本部海軍部第3局課員、横須賀鎮守府参謀、「大和」「浪速」の各分隊長、海軍参謀部出仕、在朝鮮公使館付武官、佐世保鎮守府参謀などを歴任。1893年（明治26年）12月、海軍少佐に進級。
日清戦争時は横須賀鎮守府参謀、兼海岸望楼監督官を務めた。1895年（明治28年）7月、軍令部出仕となり、以後、台湾総督府参謀、「和泉」「松島」の各副長、「赤城」艦長を歴任。1897年（明治30年）12月、海軍中佐に昇進。1898年（明治31年）6月、東宮武官に転じ、同年10月、海軍大佐に進級した。
1901年（明治34年）7月、「磐手」艦長に就任し日露戦争に出征。1905年（明治38年）1月、海軍少将に昇進し第3艦隊司令官（第5戦隊）となり日本海海戦に参戦した。同年6月、第4艦隊司令官に転じ、以後、第3艦隊司令官（第6戦隊）、南清艦隊司令官、海軍省軍務局長兼将官会議議員、大湊要港部司令官を歴任。1908年（明治41年）8月、待命となり、1909年（明治42年）8月27日、海軍中将に進むと同時に予備役編入。1914年（大正3年）3月1日に退役した。墓所は青山霊園(1ロ8-28)。

## 栄典・授章・授賞
位階
- 1883年（明治16年）12月25日 - 従七位[3]
- 1894年（明治27年）2月28日 - 従六位[4]
- 1909年（明治42年）9月20日 - 正四位[5]

勲章等
- 1895年（明治28年）11月18日 - 明治二十七八年従軍記章[6]
- 1896年（明治29年）5月26日 - 勲五等瑞宝章[7]
- 1906年（明治39年）4月1日 - 功三級金鵄勲章、勲二等旭日重光章、明治三十七八年従軍記章[8]